# Jaque mate (telenovela)
Jaque mate es una telenovela chilena del género drama romántico, dirigida por Vicente Sabatini. Fue transmitida por la cadena pública Televisión Nacional de Chile desde el 8 de marzo hasta el 23 de julio de 1993. Escrita y adaptada por Jorge Marchant y Sergio Bravo, bajo la historia central de Xeque-mate, original de Chico de Assis y Walther Negrão.
Es protagonizada por Claudia Di Girolamo, Francisco Reyes, Paulina Urrutia y Mauricio Pešutić. Acompañados por Ana María Gazmuri, Felipe Camiroaga, Aline Kuppenheim, Alfredo Castro, Shlomit Baytelman, Luis Gnecco, Patricia Rivadeneira, Alejandro Castillo, Consuelo Holzapfel, entre otros. Cuenta con las actuaciones estelares de los primeros actores María Cánepa y Rubén Sotoconil.
También fue la primera telenovela chilena grabada en sonido estéreo, de la cual se lanzó su banda sonora en formato CD.

## Argumento
Los Quesney y los Möller, son vecinos y si bien en algún momento fueron familias amigas, hoy se disputan el control del Banco de la República que está al borde de la quiebra. El manipulador Rodolfo Möller (Mauricio Pesutic) usará todas sus artimañas para ser el único dueño del banco y lograr casarse con la hija menor de los Quesney, Paula (Paulina Urrutia). Tras ser rechazado en su propuesta de matrimonio, Rodolfo asegura que solo salvará el banco si se casa con él o con Nicolás (Francisco Reyes), un mendigo que pasaba por la casa. La manipulación de Rodolfo, la decisión de Paula de llevar a cabo el matrimonio y el pasado de Nicolás serán las piezas claves en el regreso de Isabella (Claudia Di Girolamo), la seductora hermana mayor de Paula y exnovia de Nicolás, quien fue la causante de sus penurias.  

## Historia
Dos familias acaudaladas, los Quesney, liderada por Gabriel (Rubén Sotoconil) y los Möller, liderada por Ester Fontaine (María Canépa), residen en dos elegantes casas construidas una al lado de la otra. Ambas familias comparten el imperio y el dominio del Banco de la República, pero poco queda ya de la primera generación de fundadores. 
Isabella (Claudia Di Girolamo) y Paula (Paulina Urrutia) son las hijas de Gabriel, Isabella es una libre y seductora mujer, quien se convierte en actriz en California. Mientras que Paula es una hija dedicada a su padre y a su profesión de diseñadora de interiores, no piensa en el amor, pero sabe que llegará pronto.  
Rodolfo Möller (Mauricio Pesutic) es un ambicioso banquero. A su vez, Ester es la madre de Rodolfo y Carolina (Aline Kuppenheim). Esta última es una joven extrovertida e inmadura, mientras que Rodolfo es un tipo desalmado de ambición irracional, enamorado de Paula, que lo desprecia. Su objetivo principal es destruir al patriarca de las Quesney y tomar el liderazgo del banco. Ester, una mujer de principios, no se da cuenta de las malas intenciones de su hijo. Es amante de la modelo Moureen del Río (Ana María Gazmuri), a quien solo la utiliza como consuelo.  
En la mansión de los Quesney trabaja Sebastián (Alejandro Castillo), un administrador de clase y distinción. Los otros residentes de la casa son Elvira (Ana Reeves), Carlos (Óscar Hernández) y Aldo (Felipe Camiroaga), la cocinera, el chofer, el cocinero y el hijo de la pareja, respectivamente. Aldo y su familia vinieron del campo en busca de progreso en la capital. 
En la casa de doña Ester, trabajan Érica (Consuelo Holzapfel), la ama de llaves, una mujer discreta y educada, repudia los avances románticos de Braulio (Claudio Valenzuela), el brazo derecho de Rodolfo. Vive para trabajar teniendo una relación cordial con Sebastián, donde ambos intercambian puntos de vista sobre las dos familias. También vive la coqueta cocinera Fabiola (Loreto Araya-Ayala). 
La condesa de Almodóvar (Shlomit Baytelman) es una célebre figura de la sociedad. Una ex estrella de revistas, después de convertirse en la viuda de un conde italiano, se casó con Onofre Fajardo, su representante, quien luego se convirtió en Conde. Diego (Pablo Ausensi) es un tipo simple que busca asegurar su trabajo en el banco a cualquier costo. Por eso se somete a los males de Rodolfo. Otro personaje destacado es el judío Jacobo Kurschbaum (José Soza), un hábil comerciante que posee una casa de empeños, es muy cercano a la Condesa. 
El padre Ignacio (Eduardo Barril) pone en práctica la doctrina cristiana, recuperando a los mendigos y vagabundos de la calle. Entre muchos, llama la atención un trío: amigos Nicolás (Francisco Reyes), Jonathan (Alfredo Castro) y Schwarzenegger (Rodolfo Pulgar). En el trío también se encuentra Chery (Patricia Rivadeneira), novia de Jonathan, una joven de la alta sociedad que se rebela contra las reglas de su madre Delfina (Anita Klesky). 
Nicolás, un hombre misterioso, trae un gran secreto de su pasado. Era un mendigo que despertó la curiosidad de todos, porque a pesar de su condición se comportó como un caballero. De hecho, Nicolás era un brillante profesional cuando conoció a la frívola Isabella, de quien se enamoró perdidamente. Después de que ella lo dejó, él cayó en la cuneta y decidió descubrir los valores de la vida viviendo como un mendigo. 
De pronto, Nicolás conoce a Paula, arrabatando su amor, sin saber que es hermana de Isabella. Ya civilizado, va a trabajar en el banco familiar de la novia. En el tramo final de la trama, Rodolfo da una malversación de fondos en el banco para que la culpa recaiga en Nicolás. Es arrestado y en su juicio, su padre, Leonardo Page (Rubén Darío Guevara) parece absolverlo y desentrañar su misterio. Para sorpresa de todos, Nicolás es el heredero de una gran fortuna, por lo que no tenía ninguna razón para robar el banco. Mientras tanto, Isabella, por primera vez renunciando al lujo y la riqueza, se deja llevar por el amor de Sebastián. Y Rodolfo, renegado por todos, termina sus días como esquizofrénico.

## Reparto
El elenco dirigido por Vicente Sabatini está conformado por:
- Claudia Di Girolamo como Isabella Quesney.[4]
- Francisco Reyes como Nicolás Page.
- Paulina Urrutia como Paula Quesney.
- Mauricio Pešutić como Rodolfo Möller.
- Ana María Gazmuri como Moureen del Río.
- Felipe Camiroaga como Aldo Tapia.[5]
- Aline Küppenheim como Carolina Möller.
- Rubén Sotoconil como Gabriel Quesney.
- María Cánepa como Ester Fontaine.
- Alfredo Castro como Jonathan Astudillo.
- Shlomit Baytelman como Mimi Pons.
- Luis Gnecco como Onofre Fajardo.
- Ana Reeves como Elvira González.[6]
- José Soza como Jacobo Kurschbaum.
- Anita Klesky como Delfina Rioseco.
- Eduardo Barril como Ignacio Bascuñán.
- Consuelo Holzapfel como Érica Aguirre.
- Alejandro Castillo como Sebastián Duval.
- Patricia Rivadeneira como Rosario «Cherry» del Río.
- Rodolfo Pulgar como Omar Schwarz.
- Óscar Hernández como Ulises Tapia.
- Mireya Véliz como Amalia Rodríguez.
- Pablo Ausensi como Diego Almonacid.
- Claudio Valenzuela como Braulio Clavijo.
- Pamela Peragallo como María Luisa Jorquera.
- Eduardo Soto como Amir Moscoso.
- Mario Gatica como Ricard Gómez.
- Cristián Chaparro como Rubén
- Claudia Santelices como Jessica.
- Loreto Araya como Fabiola.
- Deborah Bailey como Bernardita.
- Jacqueline Roumeau como Filomena.

## Banda sonora
La banda sonora de Jaque Mate salió primero en casete, y después de un par de meses se publicó en formato CD, incluyendo uno de los temas más pedidos por los fanes Wicked Game, tema que no estaba incluido en el casete inicial. En esta nueva edición también se incorporó el tema I like Chopin, y fue quitado de la lista la canción Ganas de ti de Eduardo "Palomo" Fuentes.

### Disco oficial
1. Jorge Caraccioli - Jaque mate (Tema central)
2. Ariztía - No es mi culpa (Tema de Paula y Nicolás)
3. Chayanne - el arte del amar (Tema de Carolina y Aldo)
4. Psycho - Todo lo que quiero (Tema de Cherie y Jonathan)
5. Bryan Adams - Todo lo que hago, lo hago por ti (Tema de Cherie y Jonathan)
6. Chris Isaak - Wicked Game (Solo en el CD) (Tema de Isabella)
7. Goga Magoga - Ésta sí, ésta no (Tema de Morín)
8. Ana Gabriel - evidencia (Tema de Paula)
9. Emmanuel - Donde estará (Tema de Érika)
10. Vilma Palma e Vampiros - La pachanga (Tema de Schwarz)
11. Victor Waill - Diptongo de amor (Tema de amor de Schwarz)
12. Ricky Martin - El amor de mi vida (Tema de Carolina y Aldo)
13. Yuri - para quererte más (Tema de Cherie y Eduardo)
14. Opus IV - Please Don't Go (Tema de Luchita y Aldo)
15. Armando Manzanero - Contigo aprendí (Tema de Isabella y Sebastián)
16. Pimpinela - Por qué será
17. Ultra Master - I Like Chopin (Solo en el CD)
18. Eduardo "Palomo" Fuentes - Ganas de ti (Solo en el Casete)

### Otros temas no incluidos en el disco
1. Chayanne - Mimí (Tema de Mimí y Onofre)
2. Los Violadores - Uno, Dos, Ultraviolento
3. Maurice Jarre - Main Theme from Witness (Incidental)
4. Maurice Jarre - The Murder (Incidental)
5. Maurice Jarre - Building the Barn (Incidental)
6. Maurice Jarre - Book's Sorrow (Incidental)
7. Psycho - Humano(Incidental)
8. Psycho - Inocencia en tus ojos(Incidental)
9. Psycho - Tecno Shop(Incidental)
10. Psycho - Perdiendo el tiempo(Incidental)
11. Psycho - It’s only tecno(Incidental)
12. Adamski - Squiggy Groove (Incidental)
13. David Arkenstone - The Island Road (Incidental)
14. Brewley MC - Nena Sexy
15. The Simpsons - Do The Bartman (Remix)
16. Black Machine - Jazz Machine (Album Version)
17. Chayanne - Provocame
18. Lucybell - De Sudor Y Ternura

## Versiones
- Xeque-mate (1976), una producción de Rede Tupi, fue protagonizada por Maria Isabel de Lizandra y Ênio Gonçalves.